# Gobemouche à croupion jaune
Ficedula zanthopygia
Espèce
Statut de conservation UICN

 LC  : Préoccupation mineure
Le Gobemouche à croupion jaune (Ficedula zanthopygia) est une espèce de passereaux de la famille des Muscicapidae.
Il se reproduit en Asie orientale, y compris les parties de la Mongolie, Transbaïkalie, sud de la Chine, la Corée et l'ouest du Japon. Il hiverne à Sumatra et la péninsule Malaise.

## Identification
Il se caractérise par son croupion jaune. Le sourcil blanc du mâle le distingue du Gobemouche narcisse. Les femelles et les jeunes mâles sont gris olive dessus avec la queue noirâtre.